# عصبة البلقان

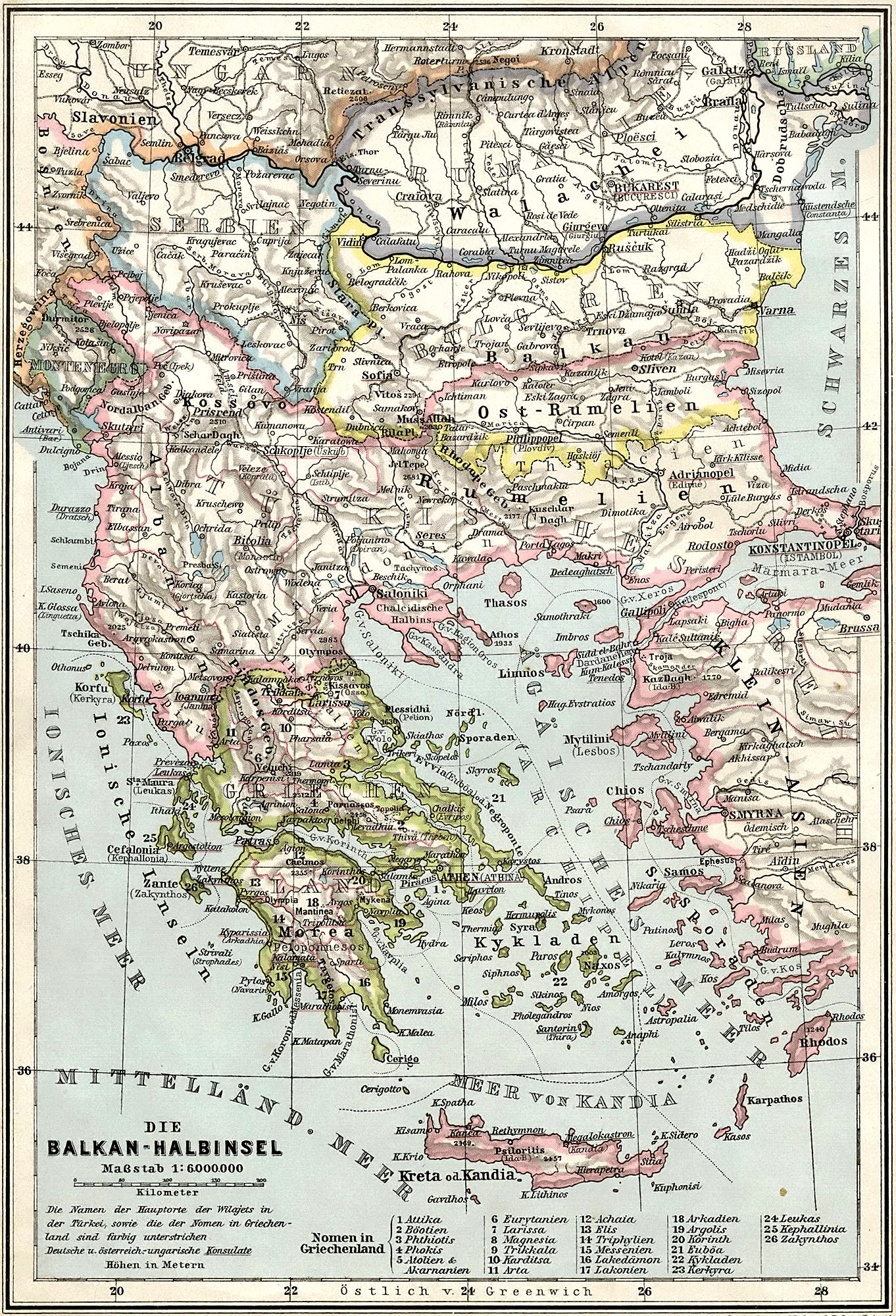
دول البلقان قبل حروب البلقان

اتحاد البلقان هو حلف سياسي تشكل من خلال سلسلة من المعاهدات الثنائية المبرمة عام 1912 بين دول البلقان لمواجهة الدولة العثمانية، التي كانت تسطير آنذاك على الكثير من مقاطعات البلقان.
بعد اندلاع الحرب الإيطالية العثمانية عام 1911، ازاداد ضعف الدولة العثمانية مما جرأ دول البلقان عليها. وبتأثير من روسيا سوت كل من صربيا وبلغاريا خلافاتهما وقعتا تحالفا في في 13 مارس 1912، يتضمن تعاونهما المشترك في حالة اعتداء دولة أوروبية كبرى على حدودهما.
كانت المعاهدة في الأصل موجهة ضد الإمبراطورية النمساوية المجرية، ولكن أضيف فصل سري أن التحالف موجه أساسا ضد الامبراطورية العثمانية. ثم وقعت صربيا تحالفا مع الجبل الأسود، في حين فعلت بلغاريا ذات الأمر مع اليونان. اندلعت الحرب البلقانية الأولى في أكتوبر 1912، عندما هاجمت دول اتحاد البلقان الدولة العثمانية، ونجحت في السيطرة على ما يقرب من كل الأراضي العثمانية في البلقان.